# Kulturhuset, Helsingfors
Kulturhuset (finska: Kulttuuritalo) är en byggnad i Alphyddan i Helsingfors, ritad av arkitekten Alvar Aalto och uppförd 1955–1958. Den är byggd i en modernistisk arkitektur, och har bland annat en konsertsal.